# Aurora (Ceará)
Aurora è un comune del Brasile nello Stato del Ceará, parte della mesoregione del Sul Cearense e della microregione di Barro.